# Henry Paulino
Henry Antonio Paulino (Santo Domingo, 29 dicembre 1973) è un ex cestista dominicano.

## Carriera
Con la Rep. Dominicana ha disputato due edizioni dei Campionati americani (1997, 2003).